# Ново-Архангельськ

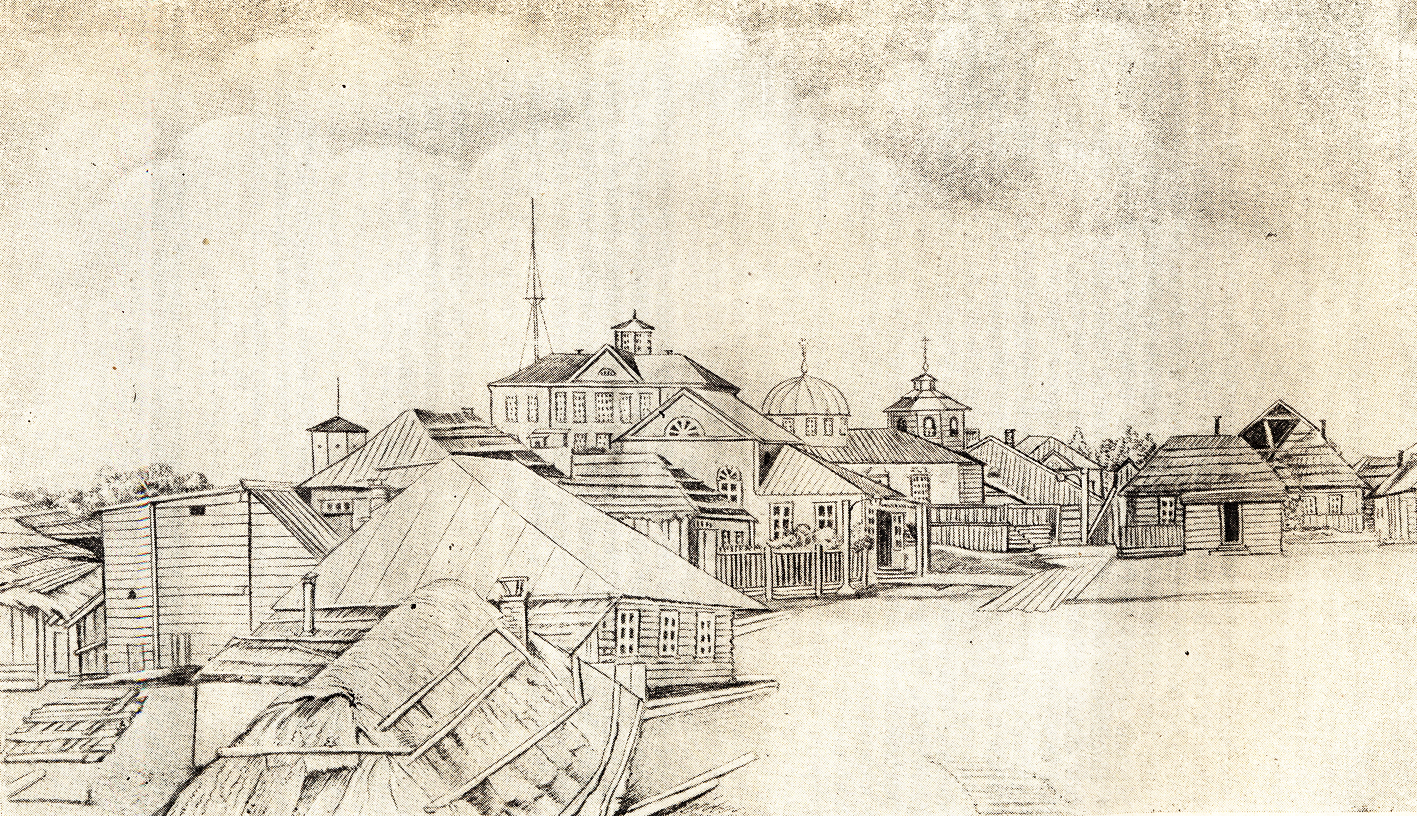
Ново-Архангельськ. Малюнок Вознесенського (1839—1849)

Но́во-Арха́нгельськ — колишнє поселення в Російській Америці, яке було засноване 1799 року. 
30 березня 1867 року відбувся продаж Російською імперією території Аляски  Сполученим Штатам Америки за 7,2 млн доларів (приблизно за 2 центи за акр. Росія вирішила позбутися Аляски, бо вважала, що у разі війни з Великою Британією, яка тоді контролювала Канаду, її буде легко захопити. Територія була надто віддаленою, щоб ефективно її захищати й управляти, а після Кримської війни Росії також були потрібні гроші. Офіційна передача території відбулася 18 жовтня 1867 року в колишньому поселенні Ново-Архангельськ. Після продажу колишніх російських володінь поселення перейменовано в місто Сітка. Цю дату й досі святкують на Алясці як День Аляски.
До продажу місто називали «Тихоокеанським Парижем», воно вважалося по-європейськи розвиненим, збудованим у стилі Санкт-Петербурга, з яким перебувало на одній широті.